# Кристианстад
Кри́стианста́д (швед. Kristianstad) — город на юге Швеции в лене Сконе. Население — 35 711 жителей (2010), что составляет почти что половину населения Кристианстадской коммуны (80 332).

## История
Город основан королём Дании Кристианом IV в 1614 году. Чтобы стимулировать его развитие, были лишены городских привилегий соседние города Ве (1614) и Охус (1617). Самому Кристианстаду такие привилегии были дарованы лишь в 1622 году. Основной целью строительства города было обеспечение защиты датской провинции Сконе от шведов. С 1719 до 1997 город являлся центром лена Кристианстад. Сейчас он играет роль административного центра Кристианстадской коммуны.

## География
В Кристианстаде находится самая низкая точка в Швеции — 2,41 м ниже уровня моря. Из-за этого части города должны быть защищены от наводнений насыпными дамбами и системой насосов.
Город окружает обширная равнина. Лишь на востоке и северо-востоке расположены небольшие холмы Балсбергет и Кьюгекёль, соответственно. К югу расположен небольшой участок территории, которую иногда называют Единственный дождевой лес в Швеции.

## Культура
В Кристианстаде и близлежащем Охусе ежегодно проводится международный джазовый фестиваль.
29 июня 2011 года в городе состоялось торжественное открытие памятника и мемориальной доски, посвящённой 300-й годовщине конституции Филиппа Орлика и 15-й годовщине современной Конституции Украины. Открытие мемориальной доски на здании, в котором в 1716–1719 годах проживал Орлик, было инициировано Посольством Украины в Швеции. Авторы памятника и мемориальной доски Крылов Борис и Сидорук Олесь.

## Галерея

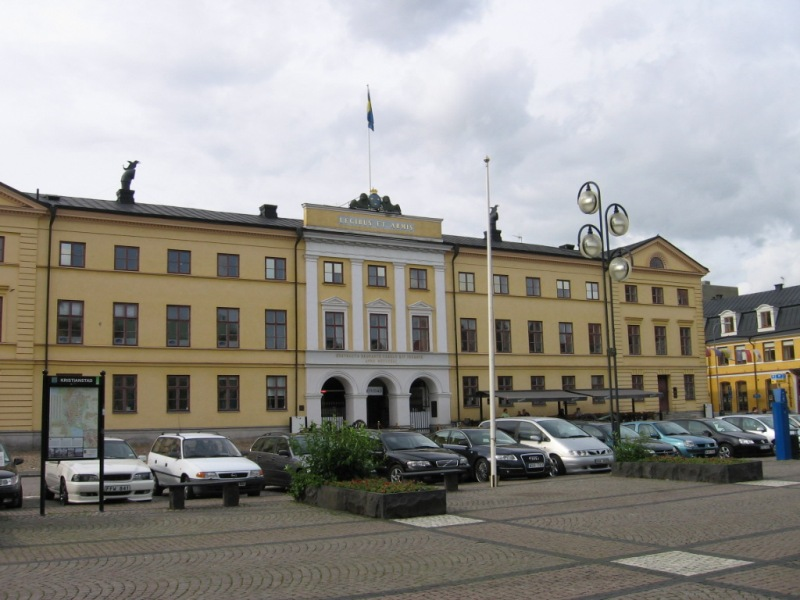
«Stora kronohuset»
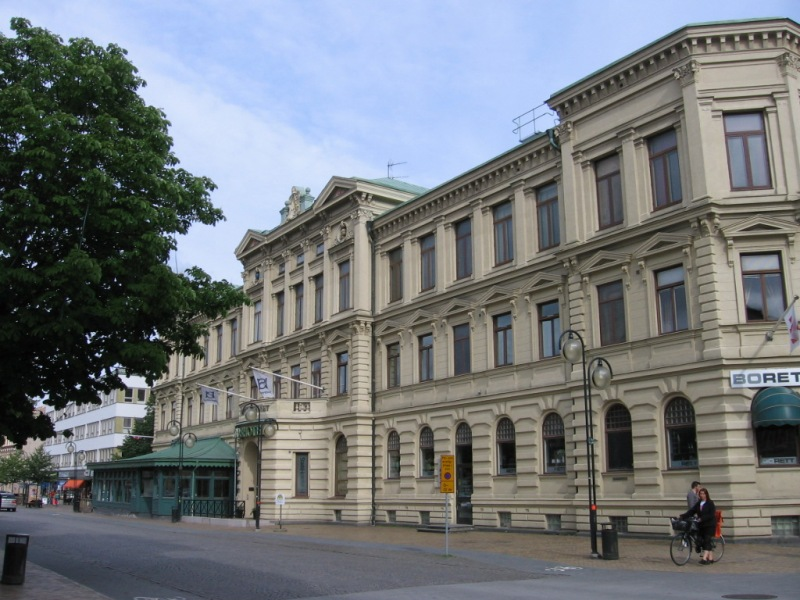
Городской отель
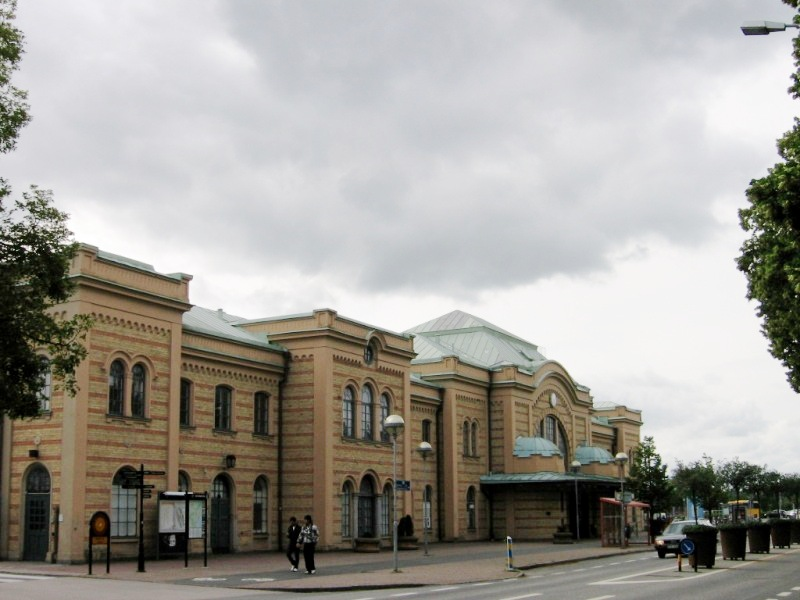
Железнодорожная станция
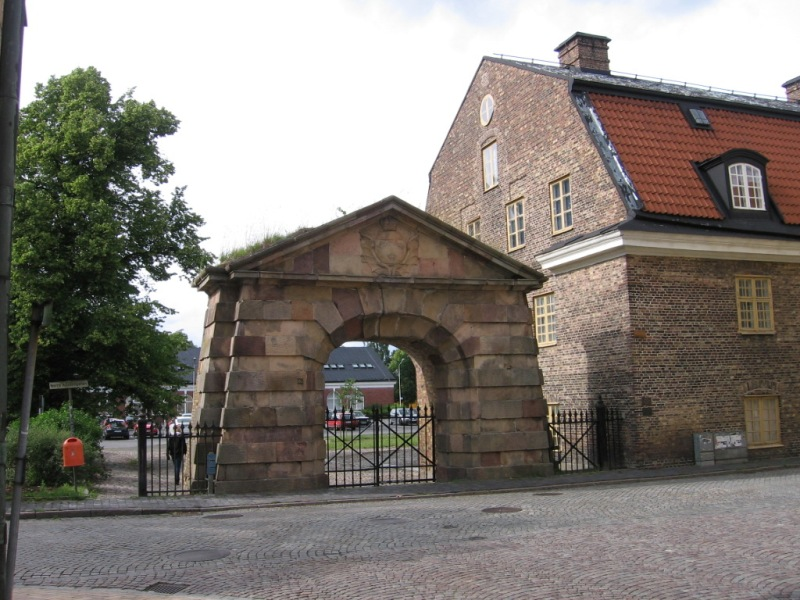
Городские ворота
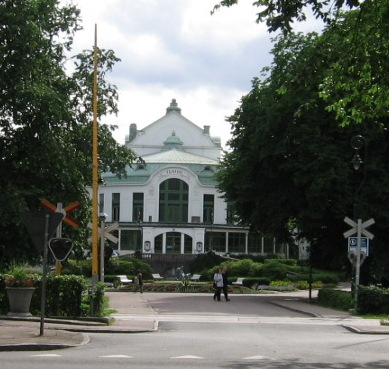
Театр
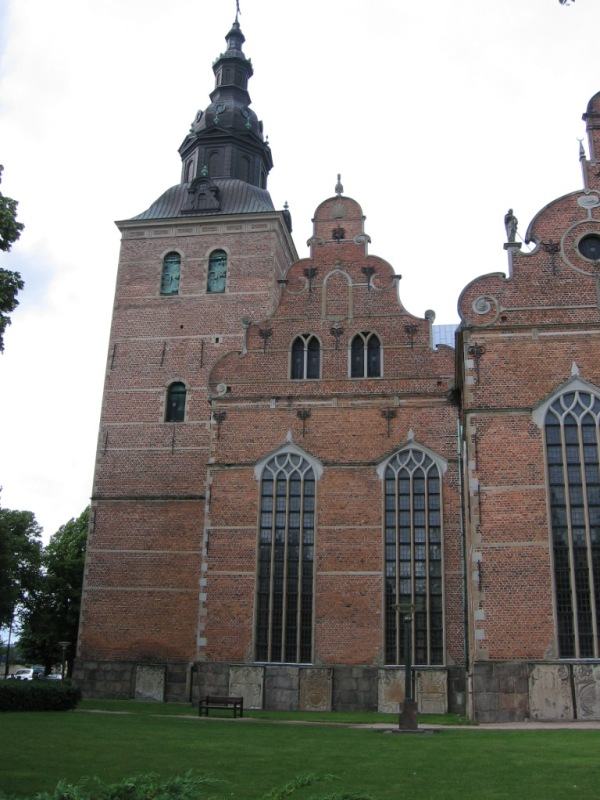
«Heliga Trefaldighetskyrkan»
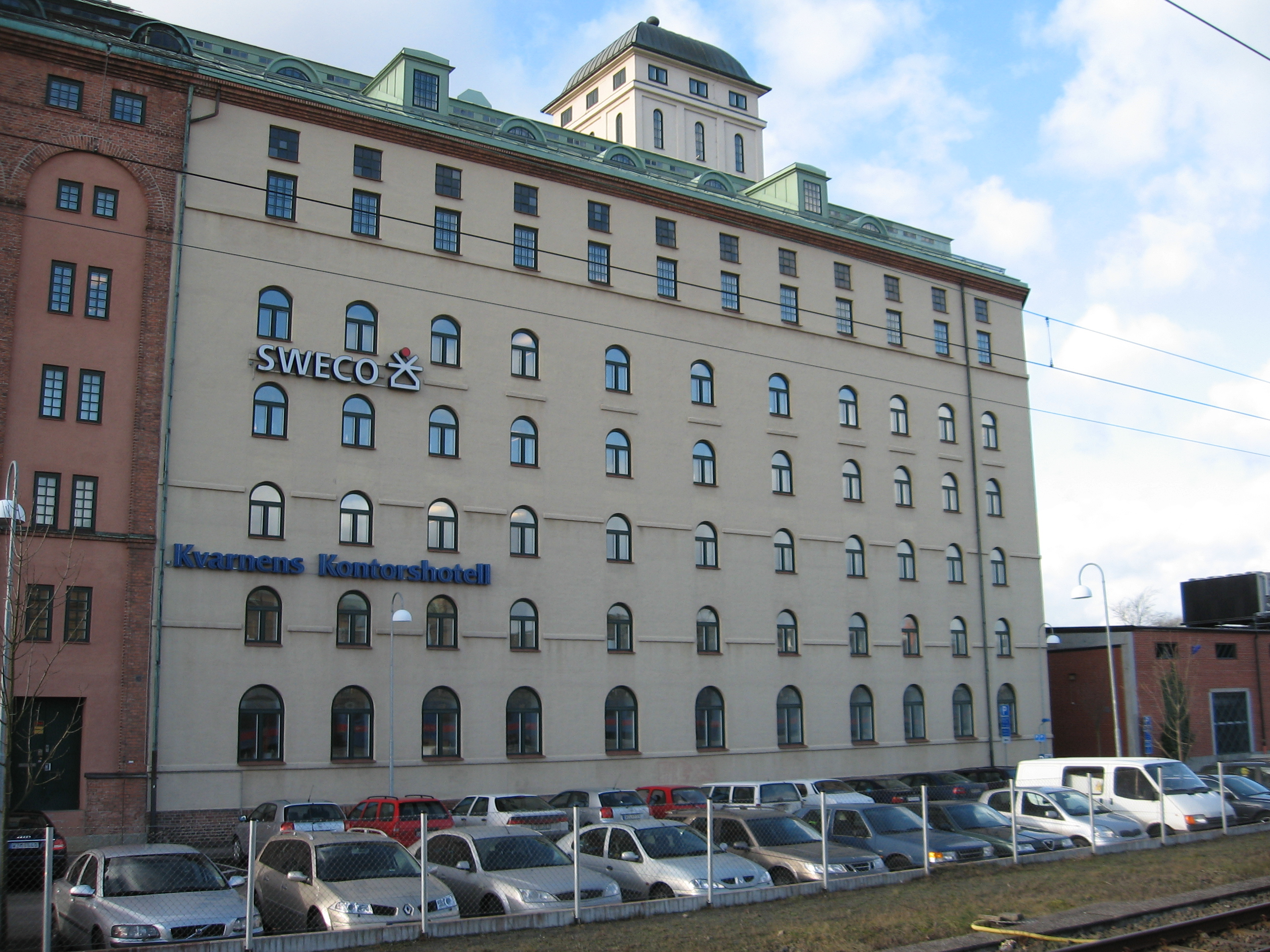
«Kvarnen»
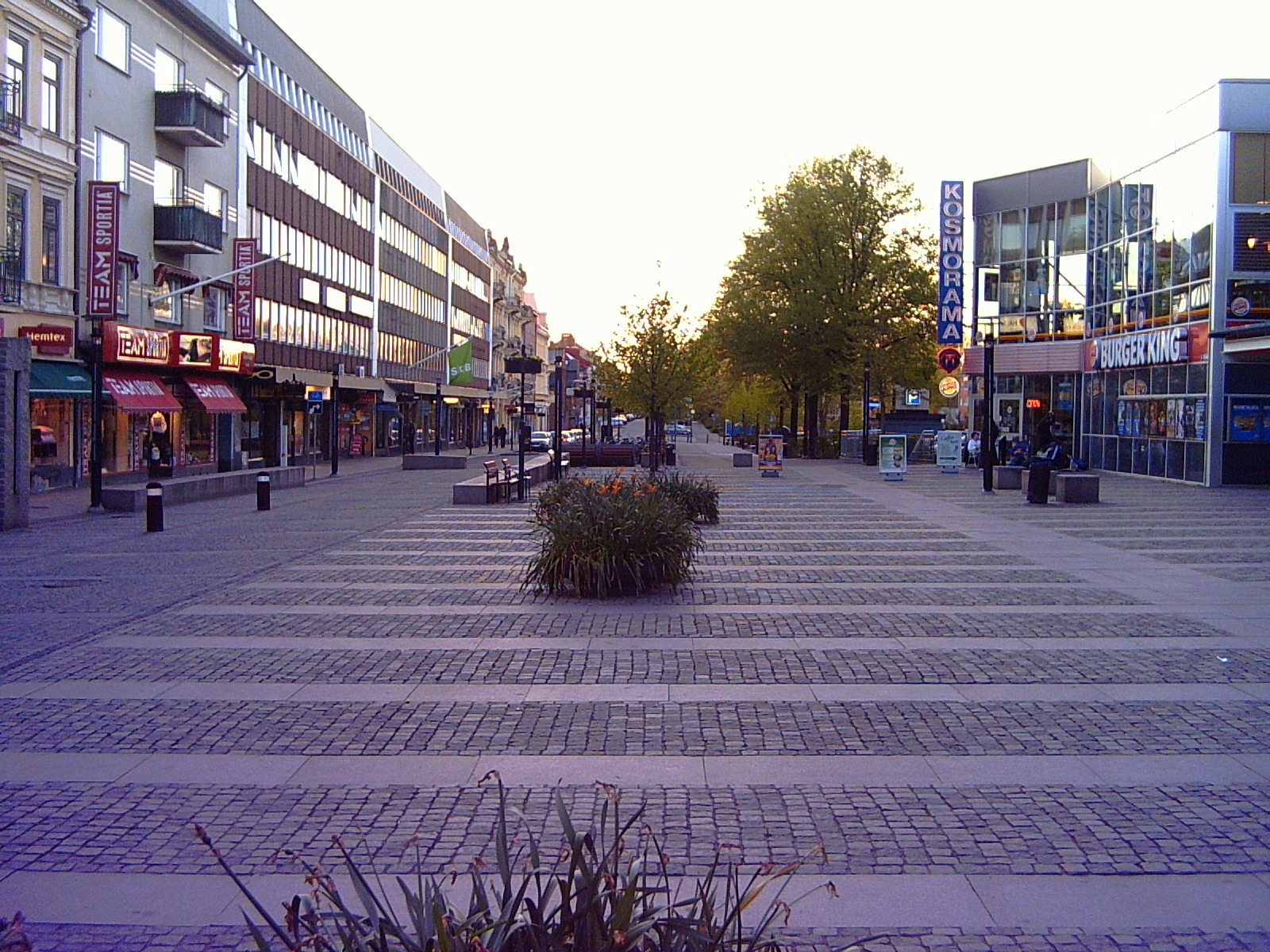
Центр города